# Jochen Drees
Jochen Drees (Bad Kreuznach, 15 marzo 1970) è un ex arbitro di calcio tedesco.
Ha arbitrato per l'SV Blau Weiß Münster-Sarmsheim della Südwestdeutscher Fußballverband.

## Carriera arbitrale
Drees è stato arbitro dell'SV Blau Weiß Münster-Sarmsheim e ha diretto a livello DFB dal 2001. Nel 2003 è stato nominato arbitro nella 2. Bundesliga. Drees è diventato arbitro della Bundesliga all'inizio della stagione 2005-2006, in sostituzione di Torsten Koop, ritiratos. La sua prima presenza in Bundesliga risale al 24 settembre 2005 nella partita tra VfL Wolfsburg ed Eintracht Francoforte. È stato scelto come quarto uomo per la squadra arbitrale guidata da Herbert Fandel per la finale di DFB-Pokal 2006 tra Eintracht Francoforte e Bayern Monaco.
L'11 aprile 2008, Drees ha abbandonato la partita della Bundesliga tra 1. FC Nürnberg e VfL Wolfsburg a causa della forte pioggia. È stata la prima partita della Bundesliga interrotta dal 1976 e la prima a causa della pioggia. È stata solo la sesta partita abbandonata nella storia della Bundesliga.
Drees si è ritirato dall'arbitraggio nel 2017 perché ha raggiunto il limite di età per gli arbitri tedeschi, che è di 47 anni. La sua ultima partita della Bundesliga arbitrata è stata tra Bayern Monaco e SC Freiburg.

## Vita privata
Nel 1989 Drees si è diplomato al Ginnasio Stefan-George di Bingen am Rhein. Dal 1990 al 1997 ha studiato medicina all'Università di Magonza. Dal 2001, Drees lavora come medico generico presso lo studio del padre, andato in pensione nel 2003. Drees vive a Münster-Sarmsheim.